# Ada Hegerbergová
Ada Martine Stolsmo Hegerbergová (* 10. července 1995 Molde) je norská fotbalistka, útočnice francouzského klubu Olympique Lyonnais Féminin. Profesionální fotbalistkou je i její starší sestra Andrine Hegerbergová.

## Klubová kariéra
Začínala v klubu Sunndal Fotball, od roku 2010 působila v klubech norské Toppserien Kolbotn Fotball a Stabæk Fotball Kvinner, se Stabaekem vyhrála roku 2012 norský pohár. Pak hrála německou ženskou Bundesligu za
1. FFC Turbine Potsdam, s nímž se stala roku 2013 vicemistryní Německa. V roce 2014 přestoupila do Lyonu, s nímž získala třikrát po sobě francouzský double, v letech 2016 a 2017 vyhrála Ligu mistryň UEFA. Se 33 brankami byla nejlepší střelkyní Division 1 Féminine 2015/16.

## Reprezentační kariéra
Reprezentovala Norsko na mistrovství Evropy ve fotbale žen do 19 let 2011 (2. místo), mistrovství světa ve fotbale žen do 20 let 2012 (vyřazení ve čtvrtfinále), mistrovství Evropy ve fotbale žen 2013 (2. místo) a mistrovství světa ve fotbale žen 2015 (vyřazení ve čtvrtfinále), kde vstřelila tři branky a byla nominována na cenu pro nejlepší mladou hráčku, kterou nakonec dostala Kanaďanka Kadeisha Buchananová.

## Ocenění
V roce 2011 byla vyhlášena nejlepší mladou hráčkou norské nejvyšší soutěže. V letech 2015 a 2016 získala Kniksenovu cenu a v roce 2016 ocenění Sportsjournalistenes statuet pro nejlepší norskou sportovkyni roku, UEFA ji vyhlásila nejlepší evropskou fotbalistkou sezóny 2015/2016 a v květnu 2017 vyhrála anketu BBC pro nejlepší světovou fotbalistku.
V roce 2018 se stala první oceněnou v ženské kategorii Zlatého míče (francouzsky Ballon d’Or Féminin).